# Bobby Troup
Robert William „Bobby“ Troup, Jr. (* 18. Oktober 1918 in Harrisburg, Pennsylvania; † 7. Februar 1999 in Los Angeles, Kalifornien) war ein US-amerikanischer Jazz-Pianist des Swing, Songwriter und Schauspieler. Er komponierte den Song „(Get Your Kicks On) Route 66“.

## Leben und Wirken
Bobby Troup war der Sohn von Robert William Troup, Sr. (1885–1936) und dessen Frau Catherine Noble Reese (1894–1954). Er studierte an der Universität von Pennsylvania. 1941 war er bei Tommy Dorsey als Komponist angestellt. Seinen frühesten Erfolg als Songwriter hatte er mit dem Titel „Daddy“, der ein regionaler Hit im Jahre 1941 war. Er diente während des Zweiten Weltkrieges bei den US Marines. Er befehligte als erster weißer Offizier eine Einheit, die nur aus afroamerikanischen Soldaten bestand. Troups Einheit schuf einen Nightclub und bildete ein Basketball-Team, eine Jazzband und ein Orchester. Nach 1946 spielte Bobby Troup in Triobesetzung in Clubs von Los Angeles. Sein Musikstil war ähnlich dem des Nat King Cole Trios. Cole hatte in den 1940er Jahren einen Hit mit Troups wohl bekanntestem Song, „(Get Your Kicks On) Route 66“, das zu einem populären Standard wurde. In den 1960er Jahren war es eine der frühen Aufnahmen der Rolling Stones.
Von 1942 bis 1955 war Troup in erster Ehe mit der Erbin Cynthia Gillou Hare (1917–1992) verheiratet, mit der er zwei Töchter hatte, Cynthia Hare Troup (* 9. Juli 1943) und Ronne Hare Troup (* 10. Juni 1945). 
1954/55 spielte Troup in erweiterter Besetzung mit Howard Roberts und Bob Enevoldsen und nahm einige Alben für das kleine Jazzlabel Bethlehem auf. Auch  produzierte er ein Album der Sängerin Julie London, auf dem sie mit dem Song „Cry Me a River“ 1955 einen großen Hit hatte. Er heiratete sie fünf Jahre später nach Londons Scheidung von dem Schauspieler Jack Webb und begleitete sie auf ihren Tourneen, wie durch Brasilien und 1964 durch Japan. Troups eigene Aufnahmen, die er für Liberty Records und Capitol Records in den 1950er und 1960er Jahren, u. a. mit bekannten West Coast Jazzmusikern einspielte, waren weniger erfolgreich. Mit London hatte Troup drei weitere Kinder, Tochter Kelly und die Zwillingssöhne Jody und Reese. 
Mitte der 1950er Jahre war Troup einer der regulären Pianisten (wie auch Mel Blanc und Johnny Mercer) in the TV-Spielshow Musical Chairs, die der Sender NBC ausstrahlte. Von 1956 bis 1958 führte er als Moderator durch die NBC-Show „Stars of Jazz“, in der Jazzmusiker spielten, die in Hollywood zu dieser Zeit in den Studios arbeiteten. In der Folgezeit arbeitete Troup als Sänger für Filme, so nahm er den Titelsong des Films That Darn Cat von 1965 auf. Außerdem arbeitete er als Schauspieler; er spielte Tommy Dorsey in dem Film The Gene Krupa Story (1959). Später hatte er einen Gastauftritt als Sergeant in Robert Altmans MASH von 1970 und spielte in TV-Serien wie Notruf California.
Troup schrieb auch den Song The Girl Can't Help It in dem gleichnamigen Rock-’n’-Roll-Musikfilm. Seine Komposition „The Meaning of the Blues“ wurde zu einem bekannten Jazz-Standard, nachdem ihn Miles Davis mit dem Gil Evans Orchester auf seinem Album Miles Ahead 1955 aufgenommen hatte. Weitere erfolgreiche Titel von Troup waren „Their Hearts Were Full Of Spring“, der von The Four Freshmen und den Beach Boys gesungen wurde; „The Three Bears“, „Lemon Twist“, „Baby Baby All The Time“, „You're Looking At Me“ und „I'd Like You For Christmas“.

## Diskographische Hinweise
- 1955: Bobby Troup Plays Johnny Mercer (Bethlehem, Fresh Sound Records bzw. Affinity) mit Howard Roberts, Bob Enevoldsen, Red Mitchell, Don Heath
- 1955: The Distinctive Style of Bobby Troup (Bethlehem/Fresh Sound)
- 1955: Bobby Troup with the Jimmy Rowles Orchestra – The Stars of Jazz (Fresh Sound) mit Conte Candoli, Shorty Rogers, Benny Carter, Paul Horn, Bud Shank, Bob Cooper, Richie Kamuca, Red Norvo, Barney Kessel, Monty Budwig, Shelly Manne

## Filmografie (Auswahl)
- 1957: Bob Girls of Calypso
- 1959: Fünf Pennies (The Five Pennies)
- 1959: Jazz-Ekstase
- 1959–1965: Perry Mason (Fernsehserie, drei Folgen)
- 1960: Cowboys (Fernsehserie, Folge 3x1)
- 1963: 77 Sunset Strip (Fernsehserie, Folge 6x07)
- 1967: Shanghai Jack
- 1968: Big Valley (Fernsehserie, Folge 4x02)
- 1970: MASH
- 1972–1978: Notruf California (Emergency!, Fernsehserie, 129 Folgen)
- 1978: Fantasy Island (Fernsehserie, Folge 2x12)
- 1982: The 25th Man (Fernsehfilm)
- 1985: Simon & Simon (Fernsehserie, Folge 4x21)